# 홍성렬
홍성렬은 증산교본부의 종정이자 수학교수, 종교학자이다. 호는 범초로 홍범초이라고도 불린다. 1994년 증산교 전체의 역사를 다룬 범증산교사를 출간한뒤, 증산교본부에서 갈라진 종교인 증산도와 갈등을 빚다가 2001년 부인과 함께 증산도 신도에게 피살되었다.